# Dimension Films
Dimension Films, američka filmska kompanija za proizvodnju i distribuciju filmova. Osnovao ju je 1993. godine američki filmaš Bob Weinstein. Bila je podružnica Miramax Filmsa za distribuciju horor filmova.

## Vanjske poveznice
- Dimension Films - IMDb